# The Secret of Hegel
The Secret of Hegel: Being the Hegelian System in Origin, Principle, Form and Matter (en français : Le Secret de Hegel : Origine, principe, forme et matière du système hégélien) est un ouvrage du philosophe idéaliste écossais James Hutchison Stirling (1820–1909) traitant du système du philosophe allemand Georg Hegel (1770–1831).
La 1re édition du Secret of Hegel est publiée en deux volumes en 1865 par l'éditeur londonien Longman, Green, Longman, Roberts & Green.
La 2e édition révisée est publiée en un volume en 1898. Elle est publiée simultanément par trois éditeurs différents :
1. Édimbourg : Oliver & Boyd ;
2. Londres : Simpkin, Marshall & Co, Ltd. ;
3. New York : GP Putnam's Sons.

Ce travail a influencé de nombreux philosophes britanniques et a contribué à créer le mouvement philosophique connu sous le nom d'idéalisme britannique.

## Le secret
Selon l'auteurLe secret de Hegel peut se résumer de la façon suivante : de même qu'Aristote - considérablement influencé par Platon - a rendu explicite l'universel abstrait qui était implicite chez Socrate, de même Hegel - avec l'aide moins considérable de Fichte et de Schelling - a rendu explicite l'universel concret qui était implicite chez Kant.
À la page 84, Stirling donne un condensé encore plus court :« Voici le secret de Hegel, ou plutôt un schéma pour en obtenir la clé : Quantité—Temps et Espace—Réalités empiriques ».
Dans le chapitre 1, il trouve des analogies entre le théâtre anglais du XVIe siècle et l'idéalisme allemand du XIXe siècle et compare Hegel à Shakespeare :« Dans l'effervescence du drame anglais, Marlow  [sic], Ben Jonson et d'autres peuvent, même à côté de Shakespeare, être nommés à juste titre les principaux ; cependant, c'est le dernier seul que nous appelons à juste titre le résultat. »
Au chapitre 11, il émet quelques réserves : « En ce qui concerne Hegel, la satisfaction et l'insatisfaction sont rarement éloignées l'une de l'autre, mais c'est la seconde qui prédomine. Si, pour un moment, les mots s'illuminent et qu'une vue est accordée, pour ainsi dire, sur les mystères intérieurs, ils s'éteignent à nouveau dans l'apparence d'une simple classification arbitraire et d'une nomenclature artificielle. »
À la fin du livre, une intention politique devient plus claire lorsqu'il invoque Hegel contre la libre pensée, la « volonté propre » et l'atomisme qu'il considère comme une conséquence de l'Aufklärung (les Lumières) : Hegel, en effet, n'a d'autre objet que de « réconcilier et neutraliser l'atomisme » une fois de plus pour nous restituer à la fois « dans la nouvelle lumière de la nouvelle pensée, l'immortalité, le libre-arbitre, le christianisme et Dieu. ».

## Réception
- John Stuart Mill, dans une lettre du 6 novembre 1867 à Alexander Bain, écrit : « En plus de cela, j'ai travaillé dur sur le Secret de Hegel de Stirling. Il est bon d'apprendre ce qu'est Hegel & on ne l'apprend que trop bien dans le livre de Stirling. Je dis « trop bien » parce que j'ai découvert par expérience que la conversation avec Hegel tend à dépraver l'intellect. La tentative de dénouer une série apparemment infinie d’auto-contradictions, non pas déguisées mais ouvertement affrontées et inventées dans la science [mot illisible] en étant estampillées d'un ensemble de grands termes abstraits, nuit réellement, si l'on persiste, à la délicatesse acquise de la perception des faux raisonnements et des fausses pensées, qui a été acquise par des années de discipline mentale minutieuse avec des termes de signification réelle. Pendant un certain temps après avoir terminé le livre, tous les mots tels que réflexion, développement, évolution, etc. m'ont donné une sorte de malaise dont je ne me suis pas encore entièrement débarrassé. »

- Patrick Proctor Alexander ironise : « pourquoi un homme de sa classe [Hegel] devrait-il avoir des secrets à garder ? Le temps est compté, et pour l'amour du ciel, pendant sa courte durée, soyons tous aussi explicites que possible. » Et plus loin : « son auteur [Stirling] a réussi à dissimuler le secret »[4].

- J. E. Erdmann (A History of Philosophy vol. 3, p. 197, tr W. S. Hough, London 1899) : « Dans son ouvrage, par ailleurs si admirable, Le Secret de Hegel, […] Fichte et Schelling sont mis beaucoup trop à l'arrière-plan. »

- Frederick Copleston (A History of Philosophy vol. VII, p. 12) : « […] nous pouvons être enclins à sourire à l'image de J. H. Stirling qui présente Hegel comme le grand champion du christianisme. »

- Vladimir Lénine : « Le secret a été bien gardé[5] ! »